# 日光市フランス人女性行方不明事件
日光市フランス人女性行方不明事件(にっこうしふらんすじんじょせいゆくえふめいじけん)とは2018年に栃木県日光市で発生した失踪事件である。 
2018年7月29日に、日本に1人で観光に来ていた当時36歳のフランス人女性が宿泊していたホテルで朝食を取っているところを目撃されたのを最後に消息を絶った。

## 事件の概要
フランス人女性は7月27日に成田国際空港から入国した。女性は8月14日まで日本に滞在する予定で、その間の予定を詳細にノートにメモしていた。彼女は一日目を東京都内で過ごした。翌日（7月28日)都内から特急で日光へ向かい、予約していた旅館へ16時頃にチェックインした。なお、彼女が東武日光駅から旅館へ歩く姿が防犯カメラに写されている。
失踪当日となる7月29日には、彼女が旅館で朝食をとるところを他の宿泊客に目撃されており、その後、事前に彼女が予定していた場所へ向かったとされる。
その後、旅館へ帰って来ず、チェックアウトもしなかったことから、旅館の支配人が7月30日に栃木県警察に届け出た。

## 初期の捜索
届け出があった2日後の8月1日には駐日フランス大使館を通じて、女性の家族は女性が行方不明となっている報せを受け取った。 その後、8月6日には女性の妹と2人の兄弟が警察の捜索に協力するために訪日。また、女性の母親はマクロン大統領に捜査協力を求める手紙を送った。
9月9日には、女性の妹が日光の観光客に彼女の写真を持っていないか呼びかけ、翌月の10月17日に来仏していた安倍首相と会談を行うためエリゼ宮殿に訪れたマクロン大統領に女性の母親が女性のことについて声をかけた。
11月10日には、500人近くの市民が女性が住んでいたポワチエに集まり、女性を見つけるための行進デモおよび広報キャンペーンを行った。
2019年の5月7日から10日間の間に山岳救助隊が周囲を捜索したが手がかりを見つける事はできず、事件から1年が経とうとしていた同年7月に家族が日光でデモを行うため再び訪日。
その後2019年8月にホテル周辺に救助犬を7頭投入し、捜索に当たったが手がかりはつかめなかった。

## 家族の疑念
先述の2019年5月の調査後、女性の家族は事故説を信じていないと発言し、調査を続けるためにまた訪日することを宣言した。また、フランス当局に提出された報告書が不完全だと主張した。特に、女性のGoogle Mapsアカウントのデータ（家族は、彼女の足取りを失踪当日の午前11時40分にWi-Fiの電波が途切れるまで辿ることができたとのこと）が捜索に一切活用されていないことへの不満と疑義を訴えた。

## 動員
女性の親族は捜索を行うための団体を設立した。
携帯電話会社Freeの創設者ザビエル・ニールは技術協力を行った。この技術協力により、彼女の携帯電話は通常の方法で電源が切られたものではなくバッテリーが切れた、もしくは電話が破壊されたといった乱暴な手法で電源が切れたものと確認した。
女性失踪から2年ほど経過した2020年7月にはSNS上にてコメディアンのエリー・セムーンが情報提供を呼びかけた。

## 2020年以降の捜索
2020年7月、 新たに司法大臣に就任したエリック・デュポン＝モレッティがこの失踪事件に関する引き継ぎを受け、日本側へ行動を促すための最適な「レバー」を手にしているとしている。
女性の地元のポワティエでは、誘拐や殺人などの容疑での捜査が行われているほか、予審判事も任命されており、 家族の誘拐説を事実上支持している。